# یاگربرگ
یاگربرگ (به آلمانی: Jagerberg) یک منطقهٔ مسکونی در اتریش است که در زودوست‌اشتایرمارک واقع شده‌است. یاگربرگ ۲۸٫۹۴ کیلومتر مربع مساحت دارد ۳۸۰ متر بالاتر از سطح دریا واقع شده‌است.